# Kurbalija
Kurbalija (en serbe cyrillique : Курбалија ; en albanais : Kurbalia) est un village de Serbie situé dans la municipalité de Preševo, district de Pčinja. En 2002, il comptait 146 habitants, dont 144 Albanais (98,63 %).
En septembre 2011, l'assemblée des députés albanais de Preševo, Bujanovac et Medveđa a incité les Albanais de Serbie à boycotter le recensement prévu pour le mois d'octobre de cette année-là ; de ce fait, aucun chiffre de population n'a été communiqué pour les localités de la municipalité de Preševo.

## Démographie
| 1948 | 1953 | 1961 | 1971 | 1981 | 1991 | 2002 |
| ---- | ---- | ---- | ---- | ---- | ---- | ---- |
| 312  | 341  | 309  | 267  | 126  | 184  | 146  |

|  |